# 石龍門莊園
石龍門莊園位於重慶市江津區塘河鎮石龍門村2組，文物遺址年代為清代，2009年12月15日列為第二批重慶市文物保護單位。